# یلوه جنگلی گردن‌حنایی
یلوه جنگلی گردن‌حنایی (نام علمی: Aramides axillaris) یک گونه از پرندگان خانوادۀ یلوگان است که در بلیز، کلمبیا، کاستاریکا، اکوادور، السالوادور، گویان فرانسه، گویان، هندوراس، مکزیک، نیکاراگوئه، پاناما، پرو، سورینام، ترینیداد و توباگو و ونزوئلا یافت می‌شود. زیستگاه‌های طبیعی آن جنگل‌های خشک نیمه‌گرمسیری یا گرمسیری، جنگل‌های دشت نمناک نیمه‌گرمسیری یا گرمسیری و جنگل‌های حرای نیمه گرمسیری یا گرمسیری است.